# Bohemund V van Antiochië
Bohemund V de Guiscard ( - januari 1251†) was vorst van Antiochië en graaf van Tripoli van 1233 tot aan zijn dood.
Bohemund V was een zoon van Bohemund IV van Antiochië en Plaisance van Gibelet. Net als zijn vader had hij een hekel aan de Hospitaalridders, waarschijnlijk omdat de orde samenspande met de Armeniërs toen hij en zijn vader verdreven werden uit Antiochië in 1216. Hij had wel een nauwe samenwerking met de orde van de Tempeliers. Na het overlijden van zijn vader duurde het conflict met Armenië voort; dat zou zo blijven tot vlak voor zijn dood, toen koning Lodewijk IX van Frankrijk erin slaagde de vrede tot stand te brengen.
In 1225 trouwde Bohemund met Alice van Cyprus, van wie hij weer scheidde in 1229. Hij hertrouwde met Lucia d'Segni met wie hij een zoon en opvolger krijgt, Bohemund VI, en een dochter Pleasance van Antiochië, die huwde met Hendrik I van Cyprus.